# Урко Пардо
Урко Рафаель Пардо (ісп. Urko Rafael Pardo, * 28 січня 1983, Брюссель) — бельгійсько-іспанський футболіст, воротар кіпрського клубу АПОЕЛ.
Насамперед відомий виступами за клуб «Олімпіакос» та АПОЕЛ.

## Ігрова кар'єра
Вихованець юнацьких команд футбольних клубів «Андерлехт» та «Барселона».
У дорослому футболі дебютував 2002 року виступами за команду клубу «Барселона Б», в якій провів три сезони, взявши участь у 12 матчах чемпіонату. На правах оренди виступав за клуб «Картахена» та «Сабадель». 
Згодом з 2008 по 2009 рік грав у складі команд клубів «Іракліс» та «Рапід» (Бухарест).
Своєю грою за останню команду привернув увагу представників тренерського штабу клубу «Олімпіакос», до складу якого приєднався 2009 року на правах оренди. Відіграв за клуб з Пірея наступні два сезони своєї ігрової кар'єри.
До складу клубу АПОЕЛ приєднався 2011 року. Наразі встиг відіграти за нікосійську команду 4 матчі в національному чемпіонаті. Зіграв також в матчах Ліги чемпіонів 2011—2012, замінивши основного голкіпера Діонісіса Хіотіса, який зазнав травми.

## Досягнення
- Чемпіон Греції (1):

«Олімпіакос»: 2010-11
- Чемпіон Кіпру (5):

АПОЕЛ: 2012-13, 2013-14, 2014-15, 2015-16, 2016-17
- Володар Кубка Кіпру (2):

АПОЕЛ: 2013-14, 2014-15
- Володар Суперкубка Кіпру (1):

АПОЕЛ: 2013